# Karl von Eisendecher
Karl von Eisendecher (ur. 23 czerwca 1841 w Oldenburgu, zm. 1934 w Baden-Baden) – niemiecki dyplomata i oficer marynarki w stopniu wiceadmirała.

## Życiorys
Do pruskiej Marynarki Wojennnej wstąpił w 1857 roku. Jako kadet na okręcie SMS "Acrona" uczestniczył w misji hrabiego Friedricha Albrechta zu Eulenburga do Azji. W trakcie podróży odwiedził między innymi Japonię, Chiny i Syjam. Po powrocie do Niemiec kontynuował naukę w Akademii Marynarki w Kilonii, awansując w 1862 roku na pierwszy stopień oficerski podporucznika marynarki. W 1867 roku, dzięku wsparciu premiera Prus von Bismarcka został przeniesiony do Admiralicji. W 1871 roku został wysłany do placówki dyplomatycznej Prus w Waszyngtonie, na stanowisko attaché morskiego. 
W latach 1875–1882 był niemieckim przedstawicielem w Tokio; wpierw ministrem-rezydentem, następnie posłem. Piastując to stanowisko wyzyskał wizytę brata cesarza Wilhelma II, księcia Henryka dla celów polepszenia stosunków niemiecko-japońskich, co zapoczątkowało "złotą erę" relacji Berlin-Tokio, które zepsuła dopiero I wojna światowa. Eisendecher cieszył się przychylnością japońskiego ministra spraw zagranicznych Kaoru Inoue.  
Miał okazję poznać Japonię u początków modernizacji okresu Meiji (1868–1912). Zebrane przezeń liczne akwarele i fotografie, przywiezione do Niemiec po zakończeniu misji dyplomatycznej (dziś w posiadaniu uniwersytetu w Bonn) stanowią cenne źródło wiedzy o tym kraju i epoce.
W latach 1882–1884 był niemieckim posłem w USA. Od 1890 do upadku Cesarstwa Niemieckiego w 1918 roku pełnił funkcję posła w Karlsruhe- stolicy Wielkiego Księstwa Badenii. W 1912 roku proponowano mu objęcie funkcji ambasadora Cesarstwa Niemieckiego w Londynie, ale z powodu złego stanu zdrowia odmówił. 

## Odznaczenia
Odznaczenia admirała von Eisendechera to między innymi:
- Krzyż Wielki Orderu Orła Czerwonego z liśćmi dębu i koroną (Prusy)
- Order Królewski Korony I klasy z brylantami (Prusy)
- Kormandor Orderu Hohenzollernów z brylantami (Prusy)
- Kawaler Orderu Świętego Jana (Prusy)
- Order Wierności (Badenia)
- Krzyż Wielki Orderu Bertholda I ze złotą koroną (Badenia)
- Krzyż Wielki Orderu Lwa Zeryngeńskiego ze złotą koroną (Badenia)
- Krzyż Wielki Orderu Gryfa (Meklemburgia)
- Krzyż Wielki Orderu Domowy i Zasługi Księcia Piotra Fryderyka Ludwika (Oldenburg)
- Krzyż Wielki Orderu Sokoła Białego (Saksonia-Weimar)
- Wielki Krzyż Orderu Korony (Belgia)
- Kawaler Krzyża Wielkiego Orderu Królewskiego Wiktoriańskiego (Wielka Brytania)
- Wielka Wstęga Orderu Wschodzącego Słońca (Japonia)
- Krzyż Wielki Orderu Franciszka Józefa (Austro-Węgry)
- Komandor Krzyża Wielkiego Orderu Miecza (Szwecja)

## Literatura
- Peter Pantzer, Sven Saaler, Japanische Impressionen eines Kaiserlichen Gesandten. Karl von Eisendecher im Japan der Meiji-Zeit, OAG Deutsche Gesellschaft für Natur/Völkerkunde Ostasiens, Tokyo 2007 ISBN 978-3-89129-930-2.
- Schwalbe, H./ Seemann, H.. Deutsche Botschafter in Japan 1860-1973, 1973.